# アーロン・ライダー
アーロン・ライダー（Aaron Ryder）は、アメリカ合衆国の映画プロデューサーである。

## 人物
『メメント』（2000年）、『ドニー・ダーコ』（2001年）、『プレステージ』（2006年）、『ボディ・ハント』（2012年）、『トランセンデンス』（2014年）、『The Founder』（2016年）などを製作している。2016年の『メッセージ』（2016年）により、ショーン・レヴィ、ダン・レヴィン、デヴィッド・リンドと共にアカデミー作品賞にノミネートされた。

## フィルモグラフィ
- Get It On! (1998) 製作・監督・脚本
- メメント Memento (2000) 製作総指揮
- ドニー・ダーコ Donnie Darko (2001) 製作総指揮
- ザ・メキシカン The Mexican (2001) 製作総指揮
- Wish You Were Dead (2001) 製作総指揮
- Stark Raving Mad (2002) 製作総指揮
- クライモリ Wrong Turn (2003) 製作総指揮
- The Moguls (2005) 製作
- The TV Set (2006) 製作
- プレステージ The Prestige (2006) 製作
- The Return (2006) 製作
- ロック・ミー・ハムレット! Hamlet 2 (2008) 製作
- たった一人のあなたのために My One and Only (2009) 製作
- Red Dog (2011) 製作
- 推理作家ポー 最期の5日間 The Raven (2012) 製作
- MUD -マッド- Mud (2012) 製作
- ボディ・ハント House at the End of the Street (2012) 製作
- Premature (2014) 製作
- トランセンデンス Transcendence (2014) 製作
- メッセージ Arrival (2016) 製作
- ファウンダー ハンバーガー帝国のヒミツ The Founder (2016) 製作
- ベロニカとの記憶 The Sense of an Ending (2017) 製作総指揮
- リディバイダー Kill Switch (2017)製作総指揮
- ライフ・イットセルフ 未来に続く物語 Life Itself (2018) 製作
- ロッジ -白い惨劇- The Lodge (2019) 製作
- グレイハウンド Grayhound (2020) 製作総指揮
- 私というパズル Pieces of a Woman (2020) 製作
- 明日への地図を探して The Map of Tiny Perfect Things (2021) 製作
- ダム・マネー ウォール街を狙え! Dumb Money (2023) 製作

## 受賞とノミネート
| 賞               | 年     | 部門       | 対象       | 結果       |
| ---------------- | ------ | ---------- | ---------- | ---------- |
| アカデミー賞     | 2016年 | 作品賞     | メッセージ | ノミネート |
| 英国アカデミー賞 | 2016年 | 作品賞     | メッセージ | ノミネート |
| 全米製作者組合賞 | 2016年 | 劇場映画賞 | メッセージ | ノミネート |